# Keravík
Keravík är en vik i republiken Island.   Den ligger i regionen Västfjordarna, i den västra delen av landet, 230 km norr om huvudstaden Reykjavík.
Inlandsklimat råder i trakten. Årsmedeltemperaturen i trakten är −3 °C. Den varmaste månaden är juli, då medeltemperaturen är 12 °C, och den kallaste är februari, med −10 °C.